# Entre-deux-Eaux
Entre-deux-Eaux è un comune francese di 496 abitanti situato nel dipartimento dei Vosgi nella regione del Grand Est.

## Società

### Evoluzione demografica
Abitanti censiti